# Tančík vz. 33
Il Tančík vz. 33 è stato un tankette cecoslovacco prodotto nei primi anni trenta, largamente ispirato al pari classe Carden-Loyd britannico: introdusse numerose migliorie al progetto originale ma i vertici militari in ultimo non lo inserirono nelle forze corazzate, ritenendolo più adatto a compiti di polizia di confine. Spartiti tra tedeschi e slovacchi tra il 1938 e il 1939, i vz. 33 andarono distrutti durante la sollevazione dello Stato slovacco nel tardo 1944.

## Storia

### Sviluppo
Nel 1930 la Cecoslovacchia acquistò dalla Gran Bretagna un lotto di 3 esemplari del Carden-Loyd Mk VI tankette con relativa licenza: i mezzi vennero consegnati alla Českomoravská-Kolben-Daněk, la quale li analizzò e fabbricò 4 prototipi (denominati P-I) ognuno con peculiarità proprie per velocizzare le prove. I collaudi furono estremamente severi ed evidenziarono talune manchevolezze: il motore fu ritenuto sottopotenziato e inoltre tendeva spesso a guastarsi; le feritoie erano tanto strette che non consentivano una visuale sufficiente dell'esterno; il brandeggio della mitragliatrice di bordo copriva un arco molto limitato, obbligando a ruotare l'intero veicolo per seguire bersagli in movimento oppure fuori tiro. Il prototipo P-1 fu dunque rimaneggiato in conseguenza delle deficienze rilevate, incrementando al contempo il carico di munizioni e lo spessore della corazza. Il mezzo venne accettato in servizio con la designazione Tančík vz. 33, abbreviata anche in T33.

### Produzione
In seguito agli esiti soddisfacenti delle prove sostenute dal prototipo P-1 modificato, nel 1933 l'esercito richiese la consegna di 100 esemplari, da effettuarsi entro due anni: la linea d'assemblaggio venne aperta nella sede delle fabbriche Adamov di Brno che costruirono 70 unità ognuna dal costo di 131.200 corone dell'epoca. Tutti i tankette furono pronti nell'ottobre 1934.

### Impiego operativo
Il prototipo modificato venne inviato allo Shah dell'Iran come dono, mentre i rimanenti tre, che erano stati utilizzati come banco di prova, furono integrati in un'unità d'addestramento. Gli altri 70 vz. 33 parteciparono a delle manovre delle forze armate ma i comandi rimasero scettici: le sospensioni rendevano molto scomodi i viaggi fuoristrada, il pilota era tanto assorbito dalla guida che non aveva il tempo di sparare con la sua mitragliatrice e non v'era spazio interno per aggiungere una radio; ancora, fu constatato che oltre i 10 km/h era di fatto impossibile mirare con precisione e la visione esterna continuava a essere difficoltosa, fattore che sconsigliava di adoperare i piccoli carri come ricognitori. Intuita la limitatezza del tankette in sé, l'esercito creò plotoni di 3 unità ciascuno assegnandoli alla polizia di confine: in questa veste, vennero usati nell'estate del 1938 per reprimere azioni i Freikorps del Sudetendeutsche Partei, un partito guidato da Konrad Henlein che mirava a riunire il territorio germanofono dei Sudeti alla Germania nazista; successivamente respinsero brevi puntate offensive condotte sia dalla Polonia che dall'Ungheria.
Con l'annessione dei Sudeti del settembre 1938 la Germania catturò 40 vz. 33, che però furono giudicati insoddisfacenti e relegati nelle scuole di carristi, se non smantellati. Nel marzo 1939 la Cecoslovacchia venne definitivamente smembrata tra gli Stati confinanti: la nuova Repubblica Slovacca, satellite del Reich, s'appropriò dei restanti 30 esemplari che riunì nel battaglione corazzato "Martin"; nel 1940 vennero declassati a veicoli da esercitazione. Furono comunque impiegati attivamente in battaglia durante l'insurrezione nazionale slovacca, ma non si conoscono i dettagli: è invece certo che nessun vz. 33 sopravvisse.

## Caratteristiche
Il tankette Tančík vz. 33 era basato su una intelaiatura angolosa di barre in acciaio, sulle quali erano fissate le piastre di copertura mediante un processo di rivettatura: a differenza del modello britannico lo scafo aveva un disegno più semplice per facilitare la produzione in massa. Le corazzature erano state progettate per deflettere i proiettili da 7,92 mm sparati da 20 a 180 metri; le munizioni perforanti dello stesso calibro potevano essere respinte fino alla distanza di 125 metri. Le protezioni anteriori misuravano 12 mm, i fianchi erano dotati di lamiere da 8 mm e sia cielo che fondo dello scafo arrivavano a 6 mm. C'è però una fonte che porta un valore minimo della corazza pari a 4 mm. L'equipaggio era di due soli uomini, dei quali il comandante sedeva a sinistra e il pilota a destra; l'armamento era su due mitragliatrici leggere ZB vz. 26 da 7,92 mm, note per aver ispirato il Bren inglese: quella a sinistra, operata dal capocarro, usufruiva di un supporto a sfera mentre la seconda, a destra, era fissa e azionata dal pilota per mezzo di un cavo Bowden. Nella piastra frontale vennero ricavate due larghe feritoie protette da vetri a prova di proiettile spessi 50 mm, in modo da regalare una buona visuale esterna.
L'apparato motore era sistemato in senso trasversale nel piccolo compartimento, praticamente sotto i sedili dell'equipaggio: si trattava di un Praga a 4 cilindri in linea erogante 30 hp (31 secondo altri dati), con una capacità di 1,95 litri e una cilindrata di 1960 cm³; il cambio associato aveva quattro marce avanti e una retromarcia. Poteva spingere il veicolo a 35 km/h su strada e grazie al serbatoio da 50 litri, montato nella fiancata sinistra, garantiva un'autonomia di 100 chilometri su strada bianca, 70 se la marcia avveniva su terra. L'intero sistema di guida (trasmissione, riduttore, differenziale, albero motore, freni) era stato traslato dall'autocarro standard dell'esercito, l'AN. Venne mantenuto l'originale treno di rotolamento su quattro ruote, assicurate a un longherone opportunamente inchiavardato al fianco dello scafo: ogni coppia di ruote era equipaggiata con piccole sospensioni a balestra. La ruota di rinvio era imperniata all'estremità della barra di sostegno, quella motrice era invece fissata sullo scafo; i cingoli erano sostenuti da un lungo tacco in legno rivestito con fogli metallici.
Il Tančík vz. 33 misurava un'altezza assai contenuta di soli 1,45 metri e in generale era un mezzo dall'ingombro molto contenuto, mentre il peso complessivo arrivava soltanto a 2,3 tonnellate oppure 2,5 tonnellate. La sagoma ricordava sia il Carden-Loyd sia il polacco TK-3.